# Westwood Hills (Kansas)
Westwood Hills es una ciudad ubicada en el condado de Johnson el estado estadounidense de Kansas. En el año 2010 tenía una población de 359 habitantes y una densidad poblacional de 1.795 personas por km².

## Geografía
Westwood Hills se encuentra ubicada en las coordenadas 39°2′21″N 94°36′39″O / 39.03917, -94.61083 (39.039055, -94.610808).

## Demografía
Según la Oficina del Censo en 2000 los ingresos medios por hogar en la localidad eran de $81,812 y los ingresos medios por familia eran $108,732. Los hombres tenían unos ingresos medios de $76,250 frente a los $52,188 para las mujeres. La renta per cápita para la localidad era de $48,256. Alrededor del 2.4% de la población estaban por debajo del umbral de pobreza.